# Peter von Burgsdorff
Peter von Burgsdorff (* vor 1424; † 1439 in Fürstenwalde/Spree) war ein deutscher römisch-katholischer Geistlicher und Bischof von Lebus.

## Leben
Peter entstammte dem Adelsgeschlecht Burgsdorff im Lebuser Land und war Domdechant in Lebus. Obwohl er von seinem Domkapitel 1424 zum Bischof gewählt worden war, konnte er sich nicht gegen Christoph von Rotenhan, den Kandidaten des brandenburgischen Kurfürsten Friedrich I. durchsetzen. Nach Rotenhans Tod wählte das Domkapitel erneut Peter von Burgsdorff. Der päpstlichen Bestätigung vom 9. Januar 1437 folgte die Weihe durch den Brandenburger Bischof Stephan Bodecker im Fürstenwalder Dom.
Während Burgsdorffs Amtszeit wurde das in den Hussitenkriegen zerstörte Kartäuserkloster und dessen Klosterkirche in Frankfurt (Oder) wieder errichtet und von ihm konsekriert.